# Delosperma
Delosperma ist eine Pflanzengattung aus der Familie der Mittagsblumengewächse (Aizoaceae). Der botanische Name der Gattung leitet sich von den griechischen Worten delos für ‚offen‘ sowie sperma für ‚Samen‘ ab und verweist darauf, dass die Samen in den geöffneten Kapseln sichtbar sind.

## Beschreibung
Die Arten der Gattung Delosperma wachsen strauchig, bilden selten Horste, sind kriechend oder kompakt. Häufig wird eine Pfahlwurzel ausgebildet, aus der neue Zweige entspringen. Die Internodien sind papillös oder glatt. Ihre fleischigen Laubblätter fühlen sich beim Berühren weich an. Sie sind flach bis drehrund, meist mehr oder weniger halbrund mit einer konkaven bis rinnigen Oberseite und einer gerundeten konvexen Unterseite. Es sind Blasenzellen verschiedener Form, Größe und Dichte vorhanden. Die Spaltöffnungen sind nicht in der Blattoberfläche eingesenkt, obgleich sie gelegentlich von großen, dicht angeordneten Blasenzellen verdeckt werden.
Die Blüten erscheinen einzeln, stehen aber meist in großen dichasialen Blütenständen, oft auch in jährlich ausgebildeten Zymen, zusammen. Die Einzelblüten sind durch mehr oder weniger lange Internodien voneinander getrennt. Es werden fünf, sehr ungleiche Kelchblätter ausgebildet. Die Kronblätter sind schmal bis löffelförmig. Sie sind in ein bis vier Kreisen angeordnet. Die Farbe der Kronblätter variiert von weiß bis rosafarben, violett, gelb, lachsfarben, orangefarben und rostrot. Selten sind sie scharlachrot, karminfarben oder weinfarben. Filamentöse Staminodien sind vorhanden. Das Nektarium besteht aus fünf getrennten Drüsen. Die Blütezeit reicht vom Frühjahr bis in den Hochsommer. Die Blüten öffnen sich am Morgen und schließen sich in der Nacht.
Die fünffächrigen, blass gefärbten, hygrochastischen Kapselfrüchte sind an ihrer Basis trichterförmig, die Fächer sind jedoch flach. Meist sind breite Klappenflügel und parallele Quellleisten, jedoch keine Fächerdecken und keine Verschlusskörper vorhanden (Kapseln vom Delosperma-Typ). Die Früchte enthalten meist braune, kugelförmige, glatte oder papillöse Samen.

## Systematik und Verbreitung
Die Gattung Delosperma ist im Osten von Botswana, in Eritrea, Äthiopien, Kenia, Lesotho, auf Madagaskar, im Osten von Mosambik, auf Réunion, in Saudi-Arabien, Zentral- und Ost-Südafrika, Eswatini, Tansania, Jemen und im Süden von Simbabwe verbreitet. Die Arten wachsen meist in Sommerregengebieten, wo in der Regel Niederschlagsmengen von mehr als 400 Millimeter jährlich niedergehen.
Die Erstbeschreibung der Gattung durch Nicholas Edward Brown wurde 1925 veröffentlicht. Die Typusart ist Delosperma echinatum. Nach Heidrun Hartmann (2017) umfasst die Gattung Delosperma folgende Arten:
- Untergattung Delosperma
  - Delosperma aberdeenense L.Bolus
  - Delosperma acocksii L.Bolus
  - Delosperma acuminatum L.Bolus
  - Delosperma adamantinum Niederle
  - Delosperma adelaidense Lavis
  - Delosperma aereum (L.Bolus) L.Bolus
  - Delosperma affine Lavis
  - Delosperma aliwalense L.Bolus
  - Delosperma alticola L.Bolus
  - Delosperma annulare L.Bolus
  - Delosperma ashtonii L.Bolus
  - Delosperma basuticum L.Bolus
  - Delosperma bosseranum Marais
  - Delosperma brevipetalum L.Bolus
  - Delosperma brevisepalum L.Bolus
  - Delosperma brunnthaleri (A.Berger) Schwantes
  - Delosperma caespitosum L.Bolus
  - Delosperma calitzdorpense L.Bolus
  - Delosperma calycinum L.Bolus
  - Delosperma carolinense N.E.Br.
  - Delosperma carterae L.Bolus
  - Delosperma clavipes Lavis
  - Delosperma cloeteae Lavis
  - Delosperma concavum L.Bolus
  - Delosperma congestum L.Bolus
  - Delosperma cooperi (Hook.f.) L.Bolus
  - Delosperma crassuloides (Haw.) L.Bolus
  - Delosperma crassum L.Bolus
  - Delosperma cronemeyerianum (A.Berger) H.Jacobsen ex H.E.K.Hartmann
  - Delosperma davyi N.E.Br.
  - Delosperma deilanthoides S.A.Hammer
  - Delosperma deleeuwiae Lavis
  - Delosperma denticulatum L.Bolus
  - Delosperma dolomitica van Jaarsv. & A.E.van Wyk
  - Delosperma dunense L.Bolus
  - Delosperma dyeri L.Bolus
  - Delosperma echinatum (Lam.) Schwantes
  - Delosperma ecklonis (Salm-Dyck) Schwantes
  - Delosperma erectum L.Bolus
  - Delosperma esterhuyseniae L.Bolus
  - Delosperma ficksbergense Lavis
  - Delosperma floribundum L.Bolus
  - Delosperma fredericii Lavis
  - Delosperma frutescens L.Bolus
  - Delosperma galpinii L.Bolus
  - Delosperma gautengense H.E.K.Hartmann
  - Delosperma gerstneri L.Bolus
  - Delosperma giffenii Lavis
  - Delosperma gracile L.Bolus
  - Delosperma gramineum L.Bolus
  - Delosperma grantiae L.Bolus
  - Delosperma gratiae L.Bolus
  - Delosperma guthriei Lavis
  - Delosperma herbeum (N.E.Br.) N.E.Br.
  - Delosperma hirtum (N.E.Br.) Schwantes
  - Delosperma hollandii L.Bolus
  - Delosperma holzbecherorum Niederle
  - Delosperma imbricatum L.Bolus
  - Delosperma inaequale L.Bolus
  - Delosperma incomptum (Haw.) L.Bolus
  - Delosperma inconspicuum L.Bolus
  - Delosperma intonsum L.Bolus
  - Delosperma invalidum (N.E.Br.) H.E.K.Hartmann
  - Delosperma jansei N.E.Br.
  - Delosperma karrooicum L.Bolus
  - Delosperma katbergense L.Bolus
  - Delosperma klinghardtianum (Dinter) Dinter & Schwantes
  - Delosperma knox-daviesii Lavis
  - Delosperma kofleri Lavis
  - Delosperma lavisiae L.Bolus
  - Delosperma laxipetalum L.Bolus
  - Delosperma lebomboense (L.Bolus) Lavis
  - Delosperma leendertziae N.E.Br.
  - Delosperma leightoniae Lavis
  - Delosperma liebenbergii L.Bolus
  - Delosperma lineare L.Bolus
  - Delosperma litorale (Kensit) L.Bolus
  - Delosperma lootsbergense Lavis
  - Delosperma luckhoffii L.Bolus
  - Delosperma luteum L.Bolus
  - Delosperma lydenburgense L.Bolus
  - Delosperma macellum (N.E.Br.) N.E.Br.
  - Delosperma macrostigma L.Bolus
  - Delosperma mahonii (N.E.Br.) N.E.Br.
  - Delosperma mariae L.Bolus
  - Delosperma maxwellii L.Bolus
  - Delosperma monanthemum Lavis
  - Delosperma muirii L.Bolus
  - Delosperma multiflorum L.Bolus
  - Delosperma napiforme (N.E.Br.) Schwantes
  - Delosperma neethlingiae (L.Bolus) Schwantes
  - Delosperma nelii L.Bolus
  - Delosperma nubigenum (Schltr.) L.Bolus
  - Delosperma obtusum L.Bolus
  - Delosperma ornatulum N.E.Br.
  - Delosperma pachyrhizum L.Bolus
  - Delosperma pageanum (L.Bolus) Schwantes
  - Delosperma pallidum L.Bolus
  - Delosperma parentum Niederle
  - Delosperma parviflorum L.Bolus
  - Delosperma patersoniae (L.Bolus) L.Bolus
  - Delosperma peersii Lavis
  - Delosperma peglerae L.Bolus
  - Delosperma pilosulum L.Bolus
  - Delosperma platysepalum L.Bolus
  - Delosperma pondoense L.Bolus
  - Delosperma pontii L.Bolus
  - Delosperma pottsii (L.Bolus) L.Bolus
  - Delosperma prasinum L.Bolus
  - Delosperma pubipetalum L.Bolus
  - Delosperma purpureum H.E.K.Hartmann
  - Delosperma repens L.Bolus
  - Delosperma reynoldsii Lavis
  - Delosperma rileyi L.Bolus
  - Delosperma robustum L.Bolus
  - Delosperma rogersii (Schönland & A.Berger) L.Bolus
  - Delosperma roseopurpureum Lavis
  - Delosperma saturatum L.Bolus
  - Delosperma saxicola Lavis
  - Delosperma scabripes L.Bolus
  - Delosperma smytheae L.Bolus
  - Delosperma sphalmanthoides S.A.Hammer
  - Delosperma stenandrum L.Bolus
  - Delosperma steytlerae L.Bolus
  - Delosperma subclavatum L.Bolus
  - Delosperma subincanum (Haw.) Schwantes
  - Delosperma subpetiolatum L.Bolus
  - Delosperma sulcatum L.Bolus
  - Delosperma sutherlandii (Hook.f.) N.E.Br.
  - Delosperma suttoniae Lavis
  - Delosperma testaceum (Haw.) Schwantes
  - Delosperma tradescantioides (A.Berger) L.Bolus
  - Delosperma truteri Lavis
  - Delosperma uitenhagense L.Bolus
  - Delosperma uncinatum L.Bolus
  - Delosperma uniflorum L.Bolus
  - Delosperma vandermerwei L.Bolus
  - Delosperma velutinum L.Bolus
  - Delosperma verecundum L.Bolus
  - Delosperma vernicolor L.Bolus
  - Delosperma versicolor L.Bolus
  - Delosperma vinaceum (L.Bolus) L.Bolus
  - Delosperma virens L.Bolus
  - Delosperma waterbergense L.Bolus
  - Delosperma wethamae L.Bolus
  - Delosperma wilmaniae Lavis
  - Delosperma wiumii Lavis
  - Delosperma zeederbergii L.Bolus
  - Delosperma zoeae L.Bolus
  - Delosperma zoutpansbergense L.Bolus
- Untergattung Proterogyna H.E.K.Hartmann
  - Delosperma abyssinicum (Regel) Schwantes
  - Delosperma harazianum (Deflers) Poppend. & Ihlenf.
  - Delosperma nakurense (Engl.) A.G.J.Herre
  - Delosperma oehleri (Engl.) A.G.J.Herre
  - Delosperma sawdahense H.E.K.Hartmann
  - Delosperma schimperi (Engl.) H.E.K.Hartmann & Niesler

Delosperma sensu lato umfasst auch die Gattungen Corpuscularia und Hartmanthus.

## Botanische Geschichte

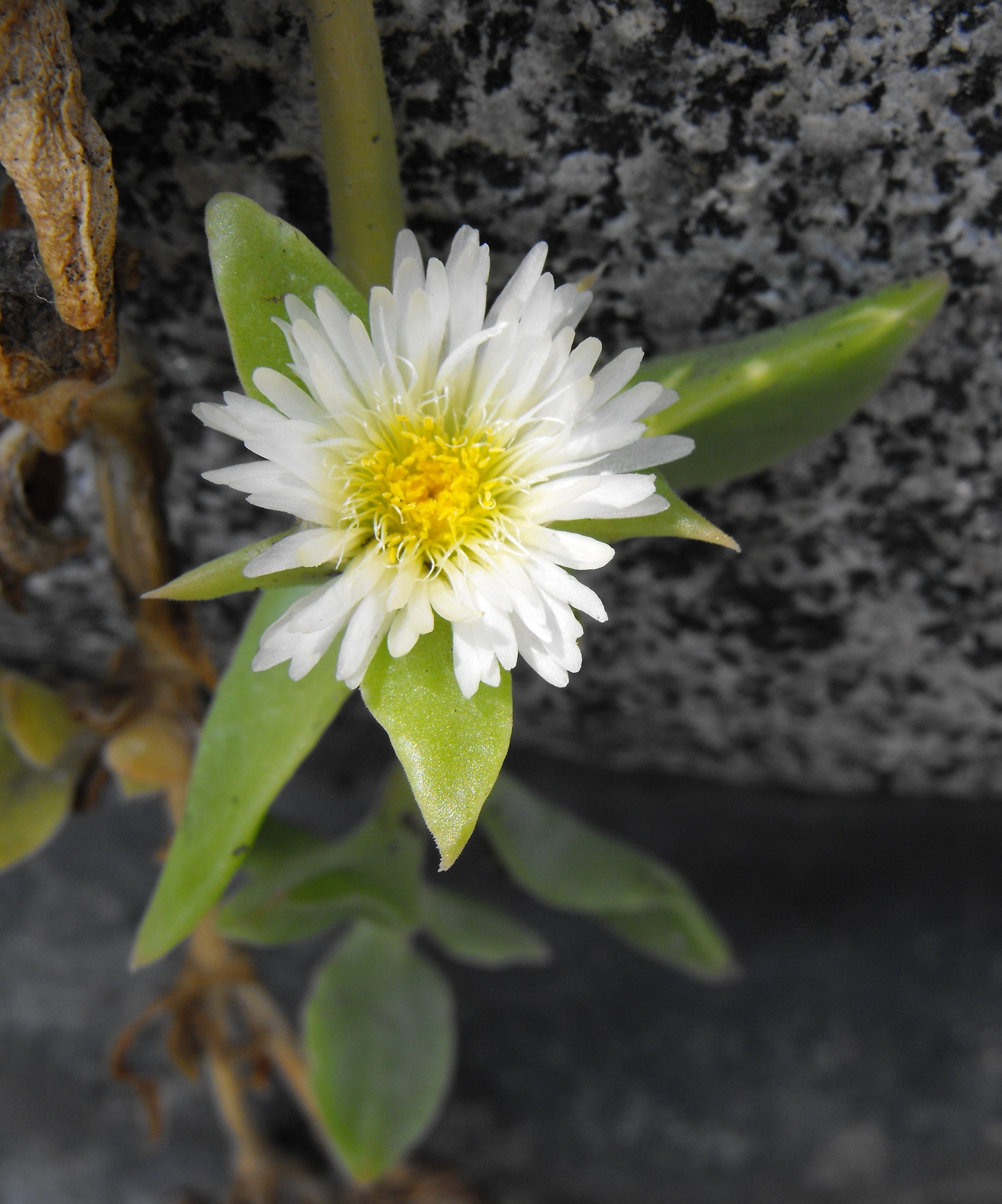
Louisa Bolus stellte 1927 die Untergattung Euryphyllum auf, in die sie nur die Art Delosperma tradescantioides einbezog

Es wurden mehrere Versuche unternommen, die Gattung Delosperma infragenerisch zu strukturieren. Louisa Bolus stellte 1927 die Untergattung Euryphyllum auf, in die sie nur die Art Delosperma tradescantioides stellte. Mary Lavis unterschied 1966 fünf Gruppen ohne taxonomischen Rang, die sie als Angustifolia, Planifolia, Cymosa, Carinata und Compressilatera bezeichnete. Drei Jahre später ging sie einen Schritt weiter und unterteilte die Gattung in 29 Sektionen, von denen sie allerdings nur drei gültig beschrieb.

## Nachweise

## Weiterführende Literatur
- Heidrun Hartmann: A synopsis of Delosperma N.E.Br. (Aizoaceae) in North East Africa and South West Arabia. In: Bradleya. Band 26, 2008, S. 41–62.